# Morze Śródziemne

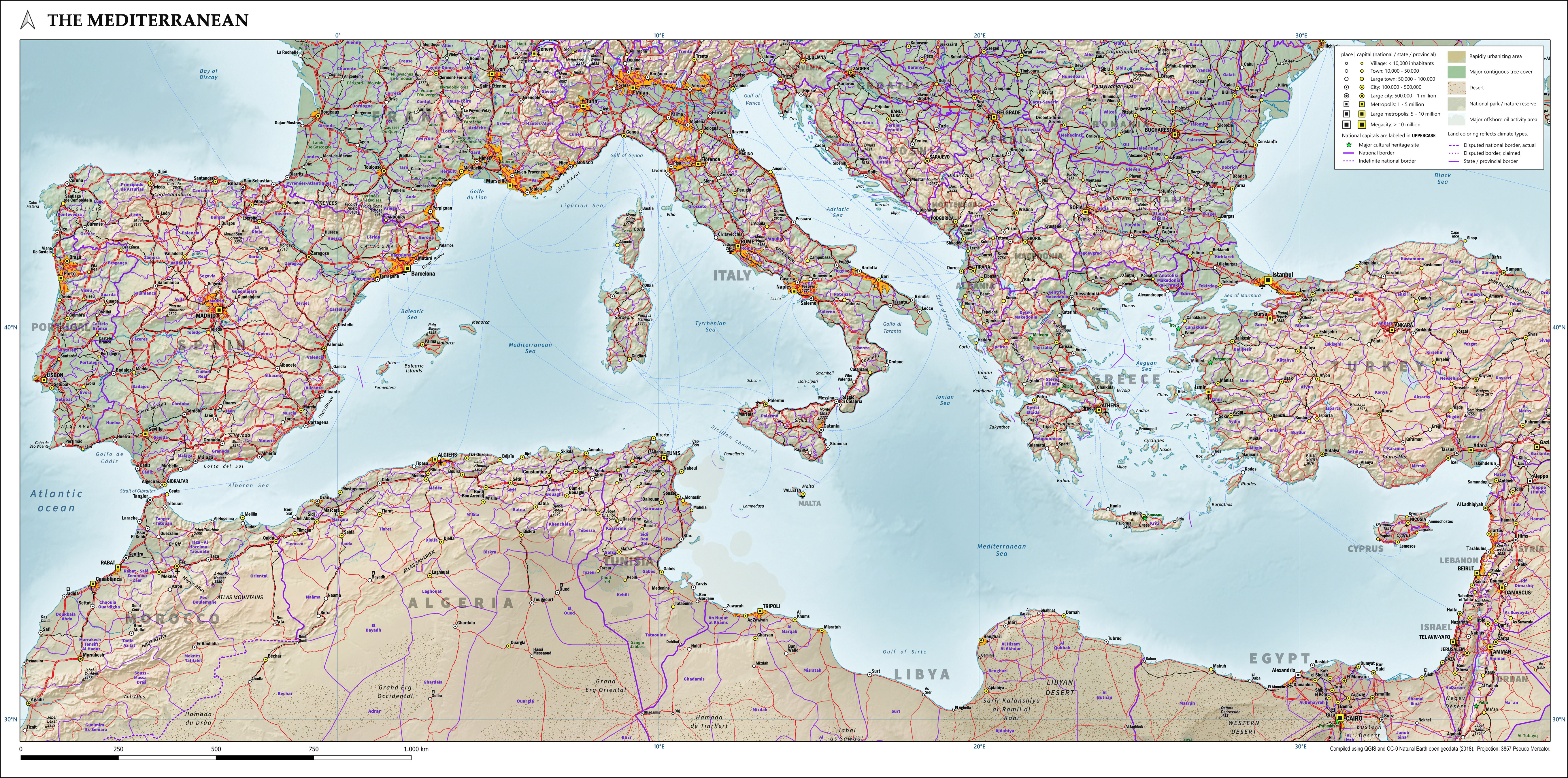
Mapa Morza Śródziemnego z zaznaczonymi ośrodkami miejskimi i infrastrukturą transportową

Morze Śródziemne – morze międzykontynentalne leżące pomiędzy Europą, Afryką i Azją, o powierzchni około 2,5 mln km². Zasolenie wód Morza Śródziemnego wynosi 33–39‰.
Na zachodzie jest połączone Cieśniną Gibraltarską z Oceanem Atlantyckim, na wschodzie przez cieśninę Dardanele łączy się z morzem Marmara i dalej przez cieśninę Bosfor z Morzem Czarnym, zaś przez Kanał Sueski z Morzem Czerwonym i dalej z Oceanem Indyjskim.
To śródlądowe morze jako jedyne na świecie otoczone jest lądami należącymi do trzech części świata. Już przed tysiącami lat kwitły tu kultura i nauka, rozwijały się rolnictwo, rzemiosło, handel i żegluga. Na obszarze tym pozostały bogate pamiątki starych cywilizacji – pojedyncze zabytki i całe miasta. Wspólną cechą tych państw, poza dostępem do morza, jest klimat i roślinność śródziemnomorska.
Nad Morzem Śródziemnym leżą następujące państwa i terytoria zależne (zgodnie z ruchem wskazówek zegara): Gibraltar, Hiszpania, Francja, Monako, Włochy, Malta, Słowenia, Chorwacja, Bośnia i Hercegowina, Czarnogóra, Albania, Grecja, Cypr (w tym Cypr Północny oraz Akrotiri i Dhekelia), Turcja, Syria, Liban, Izrael, Palestyna (Strefa Gazy), Egipt, Libia, Tunezja, Algieria i Maroko. Większość państw basenu Morza Śródziemnego współpracuje w ramach Partnerstwa Eurośródziemnomorskiego.
Fauna Morza Śródziemnego liczy w przybliżeniu około 5000 gatunków.

## Nazwa
Termin „Morze Śródziemne” pochodzi z łacińskiego słowa mediterraneus znaczącego tyle, co „w środku ziemi” lub „między lądami” (medius - ‘między’, ‘pośrodku’ + terra ‘ziemia’, ‘ląd’), jako że znajduje się między kontynentami Afryką i Europą. Grecka nazwa Mesogeios (Μεσόγειος) jest podobna – μέσο, „środek” + γη, „ziemia”, „ląd”. W czasach historycznych Morze Śródziemne miało kilka nazw, np. Grecy początkowo nazywali je ἡ θάλασσα (hē thálassa; „Morze” bez przymiotnika) lub czasami ἡ μεγάλη θάλασσα (hē megálē thálassa; „Wielkie Morze”), ἡ ἡμέτερα θάλασσα (hē hēmétera thálassa; „Nasze Morze”), η εντός θάλασσα (he entos thálassa; „Morze Wewnętrzne”) lub ἡ θάλασσα ἡ καθ'ἡμᾶς (hē thálassa hē kath'hēmâs; „Morze wokół nas”). Rzymianie powszechnie nazywali je podobnie Mare Nostrum (łac. „Nasze Morze”), Mare Magnum („Wielkie Morze”) lub też Mare Internum („Morze Wewnętrzne”). W Biblii pierwotnie znane było jako „Wielkie Morze” [Lb 34,6,7, J 1,4, 9,1, Ez 47,10,15,20] lub po prostu „Morze” [1Krl 5,9, 1Mch 14,34, 15,11], ale także znane jako „Morze Hinder” z powodu swojego położenia na zachodnim brzegu Ziemi Świętej i dlatego znajdującym się za osobą spoglądającą na wschód, o czym jest mowa w Starym Testamencie, co czasami tłumaczone jest jako „Zachodnie Morze” [Pwt 11,24, Jl 2,20]. Inną nazwą było „Morze Filistynów” (Wj 23,31) z powodu ludzi zamieszkujących dużą część wybrzeża blisko Izraelitów. We współczesnym hebrajskim było zwane Ha-Jam Ha-Tichon (הַיָּם הַתִּיכוֹן) – „Środkowym Morzem”, dosłownym tłumaczeniem niemieckiego odpowiednika Mittelmeer. W języku tureckim znane jest jako Akdeniz – „Białe Morze”, w arabskim – l-Baḥr al-Abyaḍ al-Mutawassiṭ (البحر الأبيض المتوسط), co możemy zrozumieć jako „Białe Morze Środkowe”, zaś w islamskiej i dawnej arabskiej literaturze było wymienione jako Baḥr al-Rūm (بحر الروم), lub „Rzymskie/Bizantyjskie Morze”.

## Podział
Podział Morza Śródziemnego według Międzynarodowego Biura Hydrograficznego w Monako:
- Basen Zachodni (Algiersko-Prowansalski):
  - Morze Alborańskie (pow. 53 tys. km²) na wschód od Cieśniny Gibraltarskiej,
  - Morze Balearskie (pow. 86 tys. km²) zwane także Iberyjskim na północ i północny zachód od archipelagu Balearów,
  - Morze Liguryjskie (pow. 84 tys. km²) na północ od Korsyki,
  - Morze Tyrreńskie (pow. 214 tys. km²) pomiędzy Sardynią a zachodnią częścią Półwyspu Apenińskiego;
- Basen Wschodni (Lewantyński):
  - Morze Jońskie (pow. 169 tys. km²) pomiędzy południowym wybrzeżem Półwyspu Apenińskiego a półwyspem – Peloponez w Grecji,
  - Morze Adriatyckie (pow. 139 tys. km²) pomiędzy Półwyspem Apenińskim a Półwyspem Bałkańskim,
  - Morze Egejskie (pow. 196 tys. km²) pomiędzy Grecją a Azją Mniejszą,
  - Morze Ikaryjskie pomiędzy Cykladami a Azją Mniejszą.

Podział nie uwzględnia innych obszarów Morza Śródziemnego nazywanych również morzami:
- Morze Sycylijskie na południe i południowy zachód od Sycylii,
- Morze Trackie na południe od Tracji (część Morza Egejskiego),
- Morze Mirtejskie po wschodniej stronie Półwyspu Peloponeskiego (część Morza Egejskiego),
- Morze Kreteńskie na północ od Krety (część Morza Egejskiego),
- Morze Cypryjskie na północ od Cypru (część Morza Lewantyńskiego),
- Morze Lewantyńskie (pow. 320 tys. km²) od wschodniego wybrzeża Krety do wybrzeży Syrii, Libanu i Izraela,
- Morze Libijskie zwane Morzem Syrty na północ od Libii.

## Wyspy
Ważniejsze wyspy to (licząc od zachodu)
- Baleary (ok. 200 wysp, pow. 5014 km²)
  - Ibiza (571 km²)
  - Majorka (3600 km²)
  - Minorka (668 km²)
  - Formentera (82 km²)
- Sardynia (24 090 km²)
- Korsyka (8680 km²)
- Sycylia (25 710 km²) – największa
- Wyspy Liparyjskie (17 wysp, pow. 117 km²)
- Malta (246 km²)
- Kreta (8336 km²)
- Rodos (1401 km²)
- Cypr (9251 km²).

Pomiędzy Korsyką a Półwyspem Apenińskim znajdują się m.in.
- Elba (224 km²)
- Pianosa (10,3 km²)
- Gorgona (2,25 km²)
- Montecristo (10,4 km²).

Wyspy Morza Egejskiego

## Temperatura morza
|                       | Sty  | Lut  | Mar  | Kwi  | Maj  | Cze  | Lip  | Sie  | Wrz  | Paź  | Lis  | Gru  | Rok  |
| Dla porównania: Sopot | 3,3  | 2,8  | 2,4  | 4,8  | 10,1 | 15,1 | 18,5 | 19,2 | 17,4 | 13,3 | 9,7  | 6,1  | 10,2 |
| Gibraltar             | 16,3 | 15,8 | 15,7 | 16,9 | 18,5 | 21,0 | 22,8 | 23,3 | 21,8 | 20,5 | 18,3 | 16,8 | 18,9 |
| Malaga, Hiszpania     | 15,9 | 15,6 | 15,6 | 16,8 | 18,4 | 20,9 | 22,9 | 23,5 | 21,8 | 20,4 | 18,1 | 16,6 | 18,9 |
| Nicea, Francja        | 13,4 | 13,0 | 13,4 | 14,6 | 18,0 | 21,8 | 23,1 | 23,6 | 22,2 | 19,6 | 17,4 | 14,9 | 17,9 |
| Genua, Włochy         | 13,6 | 13,1 | 13,6 | 15,1 | 18,7 | 22,8 | 24,1 | 24,3 | 23,0 | 20,2 | 17,9 | 15,3 | 18,5 |
| Split, Chorwacja      | 13,7 | 13,5 | 13,9 | 15,1 | 18,2 | 22,3 | 24,4 | 24,8 | 23,8 | 20,3 | 18,2 | 16,0 | 18,7 |
| Barcelona, Hiszpania  | 13,4 | 13,1 | 13,3 | 15,0 | 18,0 | 21,9 | 24,0 | 25,2 | 24,0 | 21,8 | 18,3 | 15,4 | 18,6 |
| Walencja, Hiszpania   | 14,2 | 13,8 | 14,1 | 16,1 | 18,8 | 22,5 | 24,8 | 25,8 | 24,6 | 22,1 | 19,1 | 16,1 | 19,3 |
| Almería, Hiszpania    | 15,3 | 14,9 | 15,1 | 16,7 | 18,6 | 21,3 | 23,8 | 24,9 | 23,0 | 21,1 | 18,7 | 16,6 | 19,2 |
| Alicante, Hiszpania   | 14,5 | 14,1 | 14,4 | 16,4 | 19,0 | 22,4 | 25,2 | 26,3 | 25,0 | 22,4 | 19,4 | 16,6 | 19,6 |
| Rzym, Włochy          | 14,5 | 13,9 | 14,1 | 15,5 | 18,8 | 22,9 | 24,7 | 25,0 | 24,0 | 21,1 | 19,0 | 16,1 | 19,1 |
| Durrës, Albania       | 14,7 | 14,6 | 14,7 | 15,8 | 18,8 | 22,9 | 25,5 | 25,4 | 24,4 | 20,9 | 18,6 | 16,1 | 19,4 |
| Palermo, Włochy       | 15,1 | 14,3 | 14,6 | 15,8 | 18,7 | 23,1 | 25,7 | 26,3 | 25,1 | 22,3 | 19,9 | 16,7 | 19,8 |
| Algier, Algieria      | 15,2 | 14,7 | 15,1 | 16,6 | 18,8 | 21,7 | 24,1 | 25,3 | 24,5 | 22,3 | 19,6 | 16,8 | 19,6 |
| Tunis, Tunezja        | 15,3 | 14,4 | 14,6 | 15,7 | 18,3 | 22,0 | 24,4 | 25,4 | 24,6 | 22,6 | 20,2 | 17,2 | 19,6 |
| Ateny, Grecja         | 15,4 | 15,0 | 15,2 | 15,7 | 18,5 | 22,6 | 25,7 | 26,3 | 25,0 | 22,2 | 19,1 | 16,6 | 19,8 |
| Malta                 | 16,1 | 15,4 | 15,4 | 16,3 | 18,7 | 22,6 | 25,5 | 26,1 | 25,5 | 23,4 | 21,2 | 18,1 | 20,4 |
| Limassol, Cypr        | 17,8 | 17,0 | 17,3 | 18,1 | 20,8 | 24,4 | 27,2 | 28,0 | 27,2 | 25,2 | 22,1 | 19,6 | 22,1 |
| Aleksandria, Egipt    | 18,3 | 17,3 | 17,4 | 18,3 | 20,7 | 24,0 | 26,5 | 27,6 | 27,2 | 25,5 | 22,5 | 20,2 | 22,1 |
| Bejrut, Liban         | 18,5 | 17,5 | 17,5 | 18,5 | 21,3 | 24,9 | 27,5 | 28,5 | 28,1 | 26,0 | 22,6 | 20,1 | 22,6 |
| Tel Awiw, Izrael      | 18,8 | 17,6 | 17,8 | 18,6 | 21,2 | 24,9 | 27,2 | 28,6 | 28,2 | 26,3 | 23,2 | 20,6 | 22,8 |